# Lush (cosmetica)
Lush is een Brits bedrijf dat zich bezighoudt met het duurzaam en diervriendelijk produceren en verkopen van cosmetica-artikelen zoals zeep, bodylotion, bruisballen en make-up.

## Geschiedenis
Lush is opgericht in 1995 onder de naam Cosmetics to Go. Oprichters Mark en Mo Constantine openden de eerste winkel in het Britse Poole. De huidige naam is het resultaat van een prijsvraag. Wereldwijd zijn er ongeveer duizend Lushwinkels, verspreid over 51 landen.

## Vegetarisch en dierproefvrij
De producten van Lush zijn geschikt voor vegetariërs en zijn allen dierproefvrij. Veel, maar niet alle, producten zijn ook volledig vrij van dierlijke ingrediënten: de producten bevatten dan bijvoorbeeld geen honing, maar ook geen dierlijke vetten of dierlijke conserveringsmiddelen. Deze producten zijn daarmee geschikt voor veganisten.

## Verpakking
Om het gebruik van plastic terug te dringen heeft het bedrijf shampoo, bad- en massageolie in vaste vorm ontwikkeld. Deze producten worden verkocht als blokken in een papieren verpakking. Sommige producten worden wel in een plastic fles of pot geleverd: deze potten worden door Lush teruggenomen voor hergebruik, en inleveren ervan wordt actief gestimuleerd. De producten zijn voorzien van de naam van de verantwoordelijke medewerker en de productiedatum. 